# Aartsbisdom Ribeirão Preto
Het aartsbisdom Ribeirão Preto (Latijn: Archidioecesis Rivi Nigri, Portugees: Arquidiocese de Ribeirão Preto) is een rooms-katholiek aartsbisdom in Brazilië met zetel in Ribeirão Preto. Het omvat de volgende suffragane bisdommen:
- Barretos
- Catanduva
- Franca
- Jaboticabal
- Jales
- São João da Boa Vista
- São José do Rio Preto
- Votuporanga

Het bisdom Ribeirão Preto werd in 1908 opgericht als afsplitsing van het bisdom São Paulo  en werd in 1958 verheven tot aartsbisdom.
Het aartsbisdom telt 1.261.789 inwoners, waarvan 70% rooms-katholiek is (cijfers 2020), verspreid over 85 parochies.